# Gariannonum

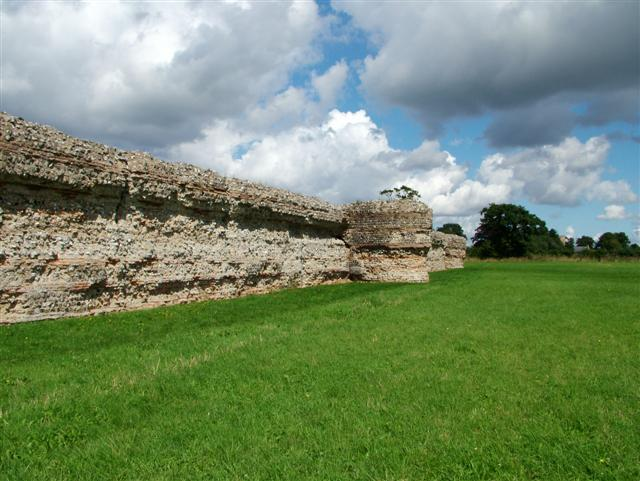
Murallas romanas de Gariannonum.

Gariannonum, también escrito Garianonum o Gariannum, es una de las nueve fortificaciones romanas construidas en el Litus Saxonicum, es decir, la costa sur y este de Inglaterra, y mencionadas en el Notitia Dignitatum del ejército romano.

## Hipótesis de localización
Se desconoce el emplazamiento exacto de Gariannonum, ya que se construyeron dos fortificaciones, una a cada lado del estuario de Breydon Water. Se piensa que tenía por misión proteger la importante civitas de Venta Icenorum, a unas 25 millas río arriba, y el resto del interior de Norfolk. Además de la fortificación para la guarnición, fuera de sus murallas había un vicus y un cementerio.
Lo más probable es que se refiere al actual Burgh Castle, cerca del pueblo de Burgh Castle, que fue el acuartelamiento de un regimiento de equites stablesiani (caballería pesada romana), el equites stablesiani Garianenses. Se trata de una fortificación de construcción posterior y de la cual solo queda la muralla romana, casi intacta, de 205 m por 100 m, con una altura de 4,6 m, una fortificación más grande que la otra que se baraja. 
La otra fortificación, la de Caister, que se encuentra a 9 km, es una construcción anterior, más pequeña, cuadrada, con una muralla de 175 m en cada lado. Construida 200 d. C.–300 d. C., en la actualidad solamente quedan los cimientos, aunque los restos arqueológicos encontrados allí son importantes.